# Rustam Khan Khosrow Mirza
Rustam Khan o Rostom Khan, Khosrow Mirza o Rostom de Kartli (1567-17 de novembre 1658) fou un rei de Kartli de la família Bagrationi que va regnar del 1633 al 1658, i rei de Kakhètia del 1648 al 17.

## Biografia

### Joventut i carrera a Pèrsia
Kaïkhosro Batonichvili va néixer cap a 1565 (probablement el 1567) a Esfahan. Era el fill gran, però il·legítim, del rei Daud Khan de Karthli (David XI) i d'una concubina. Elevat des de la seva infantesa en la fe musulmana, va caure en desgracia després de la derrota, seguida de la traïció, del seu pare enfront dels otomans durant la guerra perso-turca de 1578-1590. Obligat de viure en la pobresa com a captaire a partir de l'edat d'onze anys, no fou fins una trentena d'anys més tard que fou salvat i restablert entre la classe dirigent gràcies a l'ajuda del « Gran Mouravi » Jordi Saakadzé, refugiat a Pèrsia al començament dels anys 1610. 
En poc temps, Kaïkhosro, del qual el nom fou canviat en un títol més adaptat a la cort imperial, Khosrov Mirza, fou aviat observat per la seva lleialtat cap al xa Abbas I el Gran (1588-1629). Això li va garantir un lloc important en l'elevada societat persa i fou nomenat l'any 1618 « Darugha » (governador) de la capital, Esfahan. Les seves qualitats d'administrador agradaren al xa que llavors estava renovant la seva capital, i Khosrov Mirza fou nomenat l'any 1625 general d'un important exèrcit tenint per missió de sotmetre la Geòrgia oriental.
Des de 1613 i del matrimoni del rei de Kartli Luarsab ii amb la filla del rei de Kakhètia rebel, Teimuraz I, aquesta part de la Transcaucàsia lluitava per alliberar-se del jou musulmà de la Pèrsia safàvida. El 1623, la Kakhètia fou gairebé totalment vençuda amb prop de 10 000 civils executats i diverses desenes de milers de deportat a l'Iran. Dos anys més tard, el comandant de les tropes perses Jordi Saakadze s'amotina contra la seva bandera i va destruir les forces safàvides a Martkopi. És a continuació d'aquesta derrota que Khosrov Mirza fou enviat a Geòrgia per combatre el que l'havia salvat de la pobresa prop de deu anys abans. Aviat, sota les seves ordres, els georgians foren vençuts a Marabda el juliol de 1625. Alguns mesos més tard, Saakadze va aconseguir vèncer, prop d'Aspindza, les tropes perses i recuperar diverses fortaleses al Kartli en detriment de Khosrov Mirza.
A continuació d'aquestes derrotes i de la represa del conflicte armat entre Pèrsia i l'Imperi Otomà l'any 1623, el príncep georgià fou cridat a Esfahan, on fou nomenat comandant d'uns 3 000 Quli (« servidors »), la guarda personal del xa. El 19 de gener de 1629, Abbas el Gran confia, sobre el seu llit de mort, a Khosrov Mirza la pesada càrrega de vetllar per la seguretat del seu successor, Safi I. Paral·lelament a aquest nou lloc, pren igualment en mà la campanya mesopotàmica contra els otomans.
A Esfahan, Khosrov Mirza intenta d'assegurar el seu poder eliminant els seus enemics polítics. És així com ataca a la influent família de l'ancià ministre georgià Allahverdi Khan Undiladze, que havia mort l'any 1613. Aviat aconsegueix posar al xa contra els Undiladze i Daud Khan, l'un dels dos fils d'Allahverdi Khan, fou expulsat del Mejlis (parlament iranià) i obligat de refugiar-se a Kakhètia, i a continuació a l'Imperi Otomà. Els seus dominis són llavors integrats a les possessions de la Corona, mentre que els seus fils i el seu germà, Iman Quli Khan foren executats l'any 1633.

### Regne

#### La conquesta del poder
En 1632, el xa Safi I decideix de posar final a les revoltes de Geòrgia oriental. Després de la mort d'Abbas I, el rei de Kakhètia Teimuraz I havia fet matar el duc Zurab d'Aragvi i el sobirà del Kartli Meridional Semayun Khan, els principals suports de Pèrsia a Geòrgia, i s'erigia en rei cristià hostil a Esfahan. Xa Safi decidí llavors d'enviar el seu pròxim aliat, Khosrov Mirza, per conquistar el Kartli, acompanyat del general Rostom Saakadze i del Qizilbaix Selim Khan. Khosrov Mirza, en recompensa de la seva fidelitat cap a la cort imperial, va rebre en aquest moment el prestigiós nom de Rostom Khan (o Rustam Khan), en l'honor de l'heroi del Shâh Nâmeh, Rustam.
El febrer de 1633, Rostom Khan penetra amb un important exèrcit de georgians islamitzats i de Qizilbaixs a Kartli. Aturant-se a Khunan, diversos grans nobles georgians, com ara el príncep Vakhtang Moukhranbatoni i la prestigiosa família dels Baratiani, van anar llavors a fer jurament de fidelitat, i abandonaren així el rei Teimuraz I. Aquest es va preparar llavors per atacar a l'invasor i va reunir les seves tropes a Sapurtzle. Però comprenent que no tenia cap possibilitat de vèncer tres generals reputats arreu de la societat safàvida, va optar per refugiar-se amb la seva família a Imerècia. Perseguits per les tropes de Rostom Saakadze, els favorables a Teimuraz foren derrotats al mont Peranga.
Després d'aquesta victòria, Selim Khan va anar a Kakhètia per esdevenir-hi governador, mentre que Rostom Saakadze i Rostom Khan van anar a Tbilisi, on aquest darrer fou oficialment reconegut Wali del Gurdjistan (virrei de Geòrgia) l'any 1634. Rostom Saakadze, que va ajudar al nou sobirà a instal·lar-se sobre el tron, va tornar llavors a Pèrsia, mentre que el Wali, en l'objectiu de conciliar-se la població local, va reprendre els títols oficials dels seus predecessors fent-se coronar a la catedral ortodoxa d'Antxis-Khat.

#### El nou rei
El seu plàcid regnat marca una renovació econòmica després de diversos decennis de devastació. Encara que musulmà, es va mostrar molt tolerant amb els seus súbdits cristians. Estava a més fortament influït per la seva segona esposa, la molt cristiana reina Maria, filla de Mamuka I Dadiani, prìncep de Mingrèlia (1590-1611). És per la seva iniciativa que la catedral Svetitskhoveli de Mtskheta fou restaurada l'any 1656.

#### Guerra contra Teimuraz
En 1648, fou encarregat pel xa de prendre el control de Kakhètia; el rei Teimuraz de Kakhètia, del qual el fill i hereu David havia mort al curs dels combats, va haver de refugiar-se a Imerècia.

#### El problema de la successió
El final del regnat de Rostom I va estar marcat per l'organització de la seva successió.
El 1639 va adoptar a Luarsab, el fill del rei Simon II de Kartli, que fou assassinat durant una cacera l'any 1653 ; va considerar a continuació el seu fill, el jove Ottia, que va morir en circumstàncies misterioses. Rostom va designar finalment el 1653 al príncep Vakhtang II de Mukrani, d'una branca menor dels Bagrationi, que va exercir el poder de facto durant els últims anys del regnat abans d'esdevenir rei sota el nom de Vakhtang V de Karthli.

#### Final de regnat i mort
En 1656, el xa de Pèrsia va destituir a Rostom de l'administració de la Kakhètia per confiar-la a un virrei iranià, Selim Khan de Gandja. El rei fou convocat a Esfahan però va morir el 17 de 17 en el camí entre la capital persa i Qom, on fou inhumat.

## Família
Rostom es va casar dues vegades:
1. el 1633 amb Kethevan Guldukhar Abaschidze (morta l'any 1636) ;
2. el 1636 amb Maria de Mingrèlia (morta l'any 1682), filla de Mamuka I Dadiani de Mingrèlia, casada abans, l'any 1621, amb Simó I de Gúria i esposa, ulteriorment, de Vakhtang V de Karthli, de la qual va tenir un sol fill, Ottia, mort jove.